# Baccalieu Island
Baccalieu Island är en ö i Kanada.   Den ligger i provinsen Newfoundland och Labrador, i den östra delen av landet, 1 800 km öster om huvudstaden Ottawa. Arean är 5,5 kvadratkilometer.
Terrängen på Baccalieu Island är platt. Öns högsta punkt är 136 meter över havet. Den sträcker sig 6,1 kilometer i nord-sydlig riktning, och 1,6 kilometer i öst-västlig riktning.